# İhsan Türemen
İhsan Türemen (* 1902 in Izmir; † 23. Oktober 1993 in Istanbul) war ein türkischer Fußballspieler. Aufgrund seiner langjährigen Tätigkeit für Izmirspor wird er mit diesem Verein assoziiert.

## Spielerkarriere

### Verein
Über die Karriere Türemens ist wenig bekannt. Er spielte in den 1920er und 1930er Jahren für Izmirspor und wechselte dann zum Hauptstadtverein Gençlerbirliği Ankara.

### Nationalmannschaft
Im Juni 1932 wurde er vom Trainer der türkischen Nationalmannschaft, dem Engländer Fred Pegnam, im Rahmen eines Testspiels gegen die Ungarische Nationalmannschaft für die Nationalmannschaft nominiert und absolvierte in der Partie vom 22. April 1932 sein erstes und einziges Länderspiel.

## Erfolge
- Individuell
  - Er ist der erste türkische Nationalspieler Izmirspors.[2]